# 오색부동
오색부동(五色不動 고시키후도[*])은 오행의 오색에서 이름을 따왔다고 전해지는 도쿄의 부동명왕 상을 말한다.
전설에 따르면 도쿠가와 이에미쓰가 대승려 덴카이에게 건의해 에도를 진호(鎮護)하기 위해 다섯 곳을 정해 세웠다고 전해진다. 하지만 실제로는 ‘오색부동’이라는 말 자체가 메이지 말기 또는 다이쇼 초기에 생긴 것이므로 이 전설은 사실이라고 생각하기 어렵다.
각 부동과 모셔져 있는 절은 다음과 같다. 목황부동이라고 알려진 상은 여럿이 있다.
- 목흑부동(目黒不動 메구로후도[*]) — 류센지(일본어판)(瀧泉寺)
- 목백부동(目白不動 메지로후도[*]) — 곤조인(일본어판)(金乗院)
- 목적부동(目赤不動 메아카후도[*]) — 난코쿠지(일본어판)(南谷寺)
- 목청부동(目青不動 메아오후도[*]) — 교가쿠인(일본어판)(教学院)
- 목황부동(目黄不動 메기후도[*]) — 에이큐지(일본어판)(永久寺)
- 목황부동(目黄不動 메기후도[*]) — 사이쇼지(일본어판)(最勝寺)

도쿄의 메구로구와 메지로역 등의 지명은 각각 목흑부동(目黒不動 메구로후도[*])과 목백부동(目白不動 메지로후도[*])에서 온 것이다.